# 埃斯坦火山口

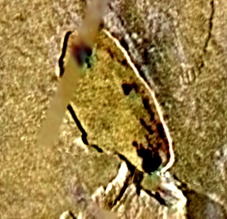
伽利略號於1999年10月在木衛一地表上拍攝到的埃斯坦火山口高分辨率圖像。

埃斯坦火山口（Estan）是木星的衛星木衛一表面上的其中一座火山口。它位于木衛一表面21°37′N 87°43′W / 21.61°N 87.71°W处，直徑約95公里，2006年國際天文聯合會以哈梯神话中太阳神埃斯坦（Estan）之名命名了该火山口。
埃斯坦火山口噴發中心周边：往北約11公里坐落着吉什巴尔山、西北方分布有斯基提亚山和摩南山，摩南火山口位于它的南面，而北面則毗邻阿匹庫火山口。